# بوریس گلفاند
بوریس گلفاند (۲۴ ژوئن ۱۹۶۸ در مینسک) شطرنج باز اسرائیلی زاده بلاروس است. وی در سال ۲۰۱۲ با ویسواناتان آناند برای عنوان قهرمانی شطرنج جهان رقابت کرد که پس از تساوی ۶-۶ در بازی‌های سریع شکست خورد.
وی در مینسک پایتخت جمهوری بلاروس در شوروی از پدر و مادری مهندس به دنیا آمد. در ۴ سالگی شطرنج را از پدرش آموخت و بین سال‌های ۱۹۸۰ تا ۱۹۸۳ در مدرسه شطرنج پتروسیان شاگرد تیگران پتروسیان قهرمان سابق شطرنج جهان بود.
گلفاند در ۱۹۸۹ درجه استاد بزرگ شطرنج را دریافت کرد و یکی از معدود شطرنج‌بازانی شد که به طور مستقیم از درجه استاد فیده به استاد بزرگ ارتقا یافته‌اند بدون اینکه درجه استاد بین‌المللی را اخذ کنند. وی در ۱۹۹۸ به اسرائیل مهاجرت کرد و از آن زمان برای این کشور مسابقه می‌دهد و بهترین شطرنج‌باز این کشور است. آخرین ریتینگ گلفاند در اوت ۲۰۱۲ معادل ۲۷۳۸ امتیاز بوده که او را در رتبه پانزدهم دنیا قرار می‌دهد.
گلفاند در سال ۱۹۸۵ در ‍۶ سالگی قهرمان شطرنج جوانان شوروی شد و بالاتر از واسیلی ایوانچوک قرار گرفت و سال ۱۹۸۸ به طور مشترک با ژول لوتیه فرانسوی قهرمان شطرنج جوانان جهان و در ۱۹۸۹ قهرمان جوانان اروپا شد. در ۱۹۹۰ برنده تورنمنت اینترزونال مانیل شده و یکی از نامزدهای رقابت قهرمانی شطرنج جهان ۱۹۹۳ شد. او در تورنمنت کاندیداتوری قهرمانی جهان پدراگ نیکولیج را شکست داد ولی از نایجل شورت فاتح نهایی مسابقات شکست خورد. در انتخابی قهرمانی جهان ۱۹۹۴ هم با پیروی در تورنمنت اینترزونال بیل به مرحله بعد رسید و با پیروزی بر ولادیمیر کرامنیک و مایکل آدامز تا فینال پیش رفت و مغلوب آناتولی کارپف شد.
گلفاند تاکنون به جز مسابقات سال ۲۰۰۴ که در لیبی برگزار شد، در تمام رقابت‌های انتخابی قهرمانی شطرنج جهان شرکت کرده است. در تورنمنت حذفی ۱۹۹۷ در خرونینخن ژول لوتیه را در دور سوم مغلوب کرد و سپس ولادیسلاو تکاچیف و الکسی دریف را شکست داد اما مغلوب ویسواناتان آناند شد. در تورنمنت حذفی ۱۹۹۹ لاس وگاس جاناتان اسپیلمن انگلیسی و ژول لوتیه را در دور دوم و سوم شکست داد اما مغلوب قهرمان نهایی مسابقات الکساندر خالیفمن روس شد. در دوره بعدی مسابقات در دهلی در دور سوم خروئن پیکه هلندی را مغلوب کرد و در دور چهارم مغلوب الکسی شیروف شد. در تورنمنت حذفی ۲۰۰۱-۲۰۰۲ مسکو در دور پنجم مغلوب پتر سویدلر شد. او در سال ۲۰۰۲ برای تورنمنت ۸ نفره دورتموند که نقش رقابت انتخابی برای قهرمانی کلاسیک شطرنج جهان را داشت هم انتخاب شد اما نتوانست به نیمه نهایی صعود کند.
گلفاند در جام جهانی شطرنج ۲۰۰۵ که نقش مسابقه انتخاب قهرمانی جهان را داشت ششم شد. در رقابت انتخابی ۲۰۰۷ بر رستم قاسم‌جانف قهرمان سابق فیده قزاق و گاتا کامسکی آمریکایی غلبه کرد و به مرحله نهایی که در مکزیکوسیتی برگزار می‌شد صعود کرد و به همراه ولادیمیر کرامنیک در رده دوم قرار گرفت. در این رقابت آناند بالاتر از آن‌ها قرار گرفته و دوره قهرمانی خود بر شطرنج جهان را آغاز کرد. گلفاند در جام جهانی شطرنج ۲۰۰۹ در فینال قهرمان سابق فیده روسلان پونوماریوف را شکست داد و دوباره به تورنمنت انتخابی ۲۰۱۱ صعود کرد. او در این تورنمنت با پیروزی بر شهریار ممدیاروف آذربایجانی، گاتا کامسکی و الکساندر گریچوک قهرمان شد تا مسابقه قهرمانی جهان ۲۰۱۲ در مسکو بین او و آناند برگزار شود. ۱۲ بازی کلاسیک با نتیجه ۶-۶ به پایان رسید اما در بازی‌های سریع آناند ۲.۵ - ۱.۵ پیروز شده و از عنوان خود دفاع کرد. گلفاند برای تورنمنت انتخابی ۲۰۱۳ هم انتخاب شده است.
گلفاند تاکنون در ۹ دوره المپیاد شطرنج بازی کرده است که یک بار برای شوروی (۱۹۹۰)، دو بار برای بلاروس (۱۹۹۴ و ۱۹۹۶) و شش بار برای اسرائیل (۲۰۰۰ تا ۲۰۱۰) بوده است. در ۱۹۹۰ روی میز ۲ بازی می‌کرد و مدال طلای تیمی را همراه با تیم شوروی کسب کرد. در ۲۰۰۸ مدال نقره تیمی را به همراه اسرائیل و مدال طلای انفرادی میز ۱ را تصاحب کرد و در ۲۰۱۰ به مدال برنز تیمی رسید.